# Caprarola
Caprarola est une commune de la province de Viterbe dans la région Latium en Italie.

## Administration
| Période                                  | Période  | Identité           | Étiquette     | Qualité |
| ---------------------------------------- | -------- | ------------------ | ------------- | ------- |
| 30 mai 2006                              | En cours | Alessandro Cuzzoli | Centro-Destra |         |
| Les données manquantes sont à compléter. |          |                    |               |         |

### Communes limitrophes
Canepina, Carbognano, Nepi, Ronciglione, Vallerano, Vetralla, Viterbe (Italie)

## Culture
- Villa Farnèse, en fait le Palazzo Farnese di Caprarola, à ne pas confondre avec le Palais Farnèse et la Villa Farnesina de Rome.

## Cinématographie
À la Villa Farnèse ont été tournés de nombreux films, comme Luther (2003) et la série télévisée Les Médicis : Maîtres de Florence.